# Olin J. Eggen
Pour les articles homonymes, voir Eggen.
Olin Jeuck Eggen, né le 9 juillet 1919 et décédé le 2 octobre 1998, est un astronome américain.

## Biographie
Olin Jeuck Eggen naquit d'Olin Eggen et de Bertha Clare Jeuck dans le village d'Orfordville, dans le comté de Rock, dans le Wisconsin, aux États-Unis. Ses deux parents étaient d'origine norvégienne. Il fut diplômé de l'Université du Wisconsin à Madison, en 1940. Après avoir servi dans l'armée au cours de la Seconde Guerre mondiale dans l'Office of Strategic Services (OSS), il retourna à l'université et obtint son doctorat en astrophysique en 1948.
Il est connu pour être l'un des meilleurs astronomes d'observation de son temps. Il est surtout célèbre pour être le co-auteur avec Donald Lynden-Bell et Allan Sandage, d'un article fondateur, publié en 1962, qui suggéra pour la première fois que la Voie lactée était issue de l'effondrement d'un nuage de gaz. Il introduisit la notion, aujourd'hui reconnue de groupe d'étoiles itinérantes. Il remporta la distinction Henry Norris Russell Lectureship en 1985.
Au cours de cette période, il occupa divers postes à l'observatoire Lick (de 1948 à 1956), à l'observatoire royal de Greenwich (1956-1961), au California Institute of Technology, à l'observatoire du Mont Wilson (1961-1966), à l'observatoire du Mont Stromlo, à l'observatoire national australien (1966-1977), et à l'observatoire interaméricain du Cerro Tololo (1977-1998).
Durant sa carrière Egen fut membre de la Royal Astronomical Society (vice-président en 1961-1962), membre de la Société australienne des astronomes (président en 1971-1972), et membre de la Société astronomique du Pacifique.
Après sa mort, il fut reconnu coupable d'avoir été en possession de dossiers très importants et de documents historiques qui avaient apparemment disparus depuis des décennies de l'Observatoire royal de Greenwich, dont le fameux « Dossier Neptune ». Au cours de sa vie, il avait toujours nié avoir emprunté ces journaux ou les avoir en sa possession.
L'Université du Wisconsin-Madison conserve une collection de documents personnels et de la correspondance d'Eggen. Cette collection comprend des documents couvrant les grandes évolutions de l'astronomie d'après-guerre et l'astrophysique, en particulier la création des grands télescopes optiques de 4 mètres dans l'hémisphère sud. Les Archives d'Eggen sont hébergées à la Bibliothèque Steenbock de l'Université du Wisconsin à Madison.
En 1952, il a découvert la variabilité de l'étoile SX Phoenicis.

## Bourse Olin J. Eggen
La bourse Olin J. Eggen a été créée en 2000 pour commémorer les contributions du professeur Eggen. Les dotations soutiennent financièrement la scolarité des étudiants étrangers qui cherchent à poursuivre dans la recherche, en passant un doctorat à l'École de recherche en astronomie et astrophysique de l'Université nationale australienne.

## Les œuvres sélectionnées
- Three-colour photometry of 4000 northern stars (1968)
- Contace binaries, II (1967)
- Colours, luminosities and motions of the nearer giants of types K and M (1966)
- The empirical mass-luminosity relation (1963)
- Space-velocity vectors for 3483 stars with accurately determined proper motion and radial velocity (1962)
- Three-colour photometry in the southern hemisphere: NGC 6383, NGC 6405 and standard stars  (1961)
- Three-colour photometry of red variables (1961)